# 湘学报
《湘学报》是晚清维新运动期间，湖南地方维新党人士创办的杂志。1897年4月22日（光绪二十三年三月二十一日），继上海《时务报》、澳门《知新报》之后不久，湖南维新党人创办了《湘学新报》旬刊。唐才常、陈为镒任主编。主要撰稿任有唐才常、陈为镒、易鼐、胡兆鸾等人。《湘学新报》以倡导新学、开启民智、培养人才、鼓吹变法为宗旨。专讲实学、认为学术为政治之本，学术明则人才出，故以系统地介绍西方自然科学、社会科学等为主，同时也宣传湖南新政，传播维新派的主张。该报大致设“掌故学”、“史学”、“时务”、“舆地学”、“算学”等栏目。出到半年后的第20期，改名为《湘学报》，直至1898年8月被封禁，前后发行约45期。

## 历史

### 创刊背景

#### 资产阶级改良派的维新运动
政论报刊的勃兴与资产阶级改良派的维新运动紧密相连，办报是维新派编发主张的一个重要内容。变法期间，光绪皇帝发布了“准许自由开设报馆、学会”的诏书，由此，在维新派人士的带领下，办报活动在全国兴起。知识分子与报业的结合，不仅对当时的政治社会产生了重大作用，而且对中国报纸的发展方向也起到了深远的影响，从此中国近代报业蓬勃发展起来。资产阶级政治改良派的维新运动，在19世纪就是年代发展到了高潮，政论报刊的勃兴则是从1895年起，最初限于京、沪、津等大城市，随着维新运动的深入展开，政论报刊遍如雨后春笋，布全国及海外华侨聚集的地方。据《中国新闻事业通史》载，从1895年到1898年，全国出版的中文报刊有112种，其中80%左右是中国人自办的。其中也包括《中外纪闻》、《强学报》、《时务报》、《湘报》《国闻报》等的鼓吹变法的政治性报刊。

#### 《时务报》与梁启超
《时务报》时维新派的重要言论机关报。1896年8月9日创刊于上海，黄遵宪、汪康年、梁启超等合作创办，汪康年任总经理，梁启超任主笔。《时务报》全面地提出了变法维新地要求和主张。《时务报》出版不久，就因其文体新颖。议论独到，见解精辟，很快风靡海内，最高发行量达1.7万份，为当时发行量最高的报刊。1898年8月8日停刊，共出69期。《时务报》的主笔梁启超使报刊政论文体得到了空前的发展。自梁启超始，通俗自由、自成一格的政论文随着《时务报》畅销全国，新学士子们爱其语言之妙，均效仿之，遂使一种新的报章文体应时而生，因这种文体是梁启超主办《时务报》时所开创，故又被称作“时务文体”。《时务报》的发行推动了维新变法运动的发展，载《时务报》的宣传影响下，改良派政治团体在全国纷纷建立，维新运动在各省市先后开展起来，各地的维新报纸页纷纷创刊，《湘学报》也是其中一个。

#### 湖南维新运动
戊戌变法时期，在北京、上海的影响下，湖南长沙也成为维新志士又一集结中心。在这里活动的有谭嗣同、唐才常、梁启超、熊希龄等著名维新人士。他们在长沙开办时务学堂，培养维新骨干；创办报纸，鼓吹变法维新；组织“南学会”，讲求“新学”、“实学”；推行新政，创办轮船公司、电灯公司和新式工厂。一时间，湖南逐成为全国“最富朝气的一省”。这也为维新派报刊的出版创造了有利条件。《湘学新报》就是湖南维新派的第一份报刊。

### 创刊到停刊

#### 创刊
在《时务报》的影响下，各地维新、爱国人士纷纷办报，形成了历史上中国人办报的第一次高潮。在这一时刻，1897年4约22日湖南的维新党人创办了《湘学新报》旬刊。江标和徐仁铸、黄遵宪先后担任该刊督办，蔡仲浚任总经理，唐才常任总转述。

#### 办报和停刊
《湘学新报》是旬刊，每10日出版一期，每月出3期。每期约40页，木刻印刷。第21期改名为《湘学报》。《湘学报》以倡新学、开民智、育人才、图富强为宗旨，设置了固定的六大栏目：“曰史学（综贯古今中外诸史，以明兴衰治乱之由）。曰掌故之学（切述朝野典故，及夫中西制度之何以通行，各国人心风俗之有无同异，俾学者知所鉴别）。曰舆地之学（分地志、地文、地质三种。宾家言附焉）。曰算学（简明浅近，取便初学）。曰商学（专明各国盈虚衰旺之理，及夫内地宜否讲求制造，及生利分利之别，以拓利源）。曰交涉之学（述陈一切律例、公法、条约、章程、与夫使臣应付之道若何。间附译学以明交涉之要）。”其中“掌故”专栏后改名为“时务”。《湘学报》在唐才常的主持下，介绍西方资产阶级的社会学说和西方自然科学知识，抨击封建君主专制，鼓吹民权思想，促进了湖南新政的实行，也为全国各省的变法维新开创了新局面。该报刊发型很广，每册售价100文。在上海、汉口、宜昌等地设有分销处。《湘学报》共出45期后在1898年8月8日停刊。

## 主要人物

### 唐才常
《湘学报》的主笔唐才常（1867年-1900年），字绂丞，号佛尘，湖南浏阳人。与谭嗣同并称“浏阳二杰”。他不仅是杰出的报刊活动家与政论家，还是维新时期著名的政治活动家。甲午战争后，他与谭嗣同等人积极宣传编发维新。其文抨击旧学，宣传西学及西方议会制度，宣传民权思想。他的宣传对湖南的学者由很大的影响。戊戌变法失败后流亡日本，与爱国志士联络，次年回国，准备起事。1900年在湖北汉口英租界组成自立军机关，密谟起兵勤王，事败，被张之洞杀害。唐才常是《湘学报》中出力最多的刊物人员，他要主笔政，还要负责三个重要栏目（“史学”、“时务”、“交涉”）的编辑及撰稿工作，“其品学才气，一时无量”。在撰稿过程中，他以“洴澼子”为笔名，发表了一系列介绍西方政治经济、议会制度以及国际关系的文章，宣传“天下非一人之天下，亿兆京垓人之天下”的资产阶级“民权思想”，如《论最古各国政学兴衰之理》、《君主表》、《君民共主表》、《论各国变通政教之有无公里》、《各国种类考》、《各国交涉源流考》、《外交论》等，提出要求在中国实行君主立宪的政治主张，指出中国必须自上而下实行改良，发展民族工业，走资本主义的道路，才有可能成为独立富强的国家。

## 主要内容及思想

### 西学的传播
甲午战争后，维新变法思潮广泛兴起，许多维新派有识之士开始全面地学习西方地先进知识，他们主张学习西方不要仅仅停留在器物层面，而应该更为全面地学习西方地先进制度，西学在中国的传播便开始不断丰富起来。其实，近代湖南并不缺少传播西学的积极分子，如魏源撰写了《海国图志》一书，率先提出了向西方学习的“师夷长技以制夷”的口号等。然而，由于湖南自古深闭固距，排外守旧，直到甲午战争之前，西学在湖南也没有得到有力的传播。
随着湖南新政的开展，特别是《湘学报》和《湘报》两分报刊的问世，湖南人民才得以较为广泛的接触西学。而《湘学报》在传播西学方面可谓是不遗余力，连载了颜永京的译作《肄业要览》、黄遵宪的《日本国志》、梁启超的《幼学通义》等著作，通过《算学》、《舆地学》、《商学》、《交涉学》四个栏目，报刊传播了大量关于西方地自然科学、教育、经济、外交等方面内容。

### 变法的鼓吹
办报是资产阶级维新运动的重要组成部分，《湘学报》诞生于国人第一次办报高潮期间，尽管在创刊初期声明“不谈朝政，不议官常”，然而随着全国维新运动开展日益深入，《湘学报》与维新运动相呼应，逐渐成了宣传变法维新的舆论陈地。《湘学报》的第一句话是报刊创办者江标在《湘学新报序言》中的“呜呼，变法其宜哉！”由此可见，报刊充分肯定了当时中国变法维新的新形势，尽管定位学报，却最关心时势，报刊对变法的宣传和其提出的具体变法主张是它最有实际意义的部分之一，也是它能在近代湖南产生莫大影响的关键所在。《湘学报》鼓吹的变法思想具体如下：
1. 宣扬民主民权 推行君主立宪。
2. 肯定湖南新政 切实讲求时务。
3. 倡信通商兴利 大力发展商业。
4. 力主变革科举 发展近代教育。

## 历史评价

### 历史影响

#### 《湘报》的先声
《湘报》是继《湘学报》创刊后，维新派在湖南创办的另一份有影响力报刊，就是南学会的机关报，由于《湘学报》属于学术性刊物，文字艰深，不适合大众阅读，且刊期较长，不能满足日益高涨的湖南省内维新运动的需要，于是南学会（1989年2月21日在长沙成立，其作用相当于湖南维新运动的领导机关）在1898年3月7日创办《湘报》。其比《湘学报》的创办晚了近一年时间，尽管从报刊的形式以及文章质量上看，《湘报》相对于《湘学报》都有质的超越，但不可否认的是，《湘报》在某些层面上还是受到了《湘学报》的影响，《湘学报》揭开了湖南近代报业发展的序幕，《湘报》却成了湖南近代报业史上最灿烂的明星，两报共同致力于变法维新，因此，在一定程度上，《湘学报》史《湘报》的先声。

#### 变法的有力推动者
《湘学报》在湖南乃至全国维新变法运动中的重要地位。正如谭嗣同在给唐才常的信中所言：“《湘学报》愈出愈奇，秒谛环生，辩才无疑，几欲囊古今中外群学而一之，同人交推为中国第一等报，信不诬也”。能够被无比激进的谭嗣同看做是当时中国第一等报，可见《湘学报》的确贴近维新派的许多变法主张，与变法维新是密切联系的。谭嗣同在给徐仁铸的信中又言：“盖方今急务在兴民矣，而立论处处注谢民权，尤觉难能可贵”.谭嗣同对《湘学报》倡兴民权的主张表示赞同，觉得十分可贵，维新派发动变法的根本目的是变革中国的封建政治制度，建立资产阶级君主立宪制，《湘学报》曾大力鼓吹民权说，这与维新派的政治主张是一致的，令《湘学报》成为维新变法有力推动者的原因就在于其所刊登的变革政治的文章。

#### 报纸问题的特色
《湘学报》在文体方面也有自己的特色，主要表现在报刊所载文章的表现形式上。除了比较常见的“论”、“说”、“述”等表现形式外，《湘学报》在文体方面的一个创新就是文章结构采用了“问······曰”的表现形式，如“问······洴澼子曰”等，这种形式类似于“问答”的形式，又与简单的“问答”形式略有不同，其结构为先提出问题，再对问题作出解答，最后由撰述人员对问题作出评论。采用这种结构，使文章表述观点明了，有利于读者迅速抓住重点，并找到想要的信息和知识，后来这种“问答”的形式成为《湘报》“南学会问答”一栏的主要表现形式。